# Duga mračna noć (2004.)
Duga mračna noć je hrvatski film i serija redatelja Antuna Vrdoljaka iz 2004. godine.

## Radnja
Početak je II. svjetskog rata na području Kraljevine Jugoslavije. Seoski mladić Ivan Kolar - Iva (Goran Višnjić) upisuje studij agronomije. Zauzimajući se za prijatelja Židova (Krešimir Mikić), koji studira medicinu, sukobi se s fašistima i vraća se u selo gdje ga od vlasti novostvorene Nezavisne države Hrvatske spašava Mata (Goran Navojec), prijatelj iz djetinjstva koji se pridružio ustašama. Iva se pridružuje partizanima gdje upoznaje djevojku (Katarina Bistrović-Darvaš), koju oženi i dobije sina. Nakon rata, Iva spašava zarobljenog Matu od sigurne smrti, suočava s raspadom svog partizanskog braka, samoubojstvom oca (Boris Dvornik), kojeg su zlostavljali komunisti, samoubojstvom žene te na kraju zbog suprotstavljanja novim vlastima završava na Golom otoku. Nekoliko godina kasnije, po povratku iz logora, ipak ga dočeka njegov sin za kojeg je mislio da je mrtav.

## Produkcija
- Direktor fotografije: Vjekoslav Vrdoljak
- Scenografija: Duško Jeričević, Ivan Ivan
- Kostimograf: Ika Škomrlj

## Uloge

### U glavnim ulogama
- Goran Višnjić kao Ivan "Iva" Kolar
- Katarina Bistrović-Darvaš kao Vera Kolar
- Mustafa Nadarević kao Španac
- Ivo Gregurević kao Major
- Goran Navojec kao Matija "Mata" Čačić
- Tarik Filipović kao Joka
- Boris Dvornik kao Luka Kolar
- Žarko Potočnjak kao Alojz
- Alen Liverić kao Josef Schmit
- Vera Zima kao Kata Kolar
- Goran Grgić kao Franz Kirchmeier
- Krešimir Mikić kao Robert Neuman
- Matko Raguž kao Bartol
- Vili Matula kao Obersturmfuhrer Ressler
- Boris Svrtan kao Hauptscharfuhrer Sandel
- Ivan Brkić kao Brko
- Bernarda Oman kao Elza
- Minja Jovičić kao Emil
- Danko Ljuština kao Lujo
- Marija Kohn kao Marijana
- Mirela Brekalo kao Matina majka
- Božidar Alić kao Jakob
- Asja Jovanović kao Ruth
- Damir Lončar kao Kroll
- Zvonimir Torjanac kao Đano
- Suzana Nikolić kao Jelka
- Vedran Mlikota kao stražar
- Martin Sagner kao Bartolov otac
- Inge Appelt kao Bartolova majka
- Doris Šarić-Kukuljica kao Milada
- Gita Šerman-Kopljar kao baka Zdenka
- Predrag Vušović kao podnarednik
- Zdenko Jelčić kao sobni starješina
- Eduard Peročević kao zamjenik sobnog
- Zdenka Heršak kao Ivina gazdarica
- Rene Bitorajac kao govornik
- Matija Vrdoljak kao mali Luka #1
- Mate Picukarić kao mali Luka #2
- Antun Vrdoljak Ml. kao mali Luka #3

### U ostalim ulogama
- Filip Radoš
- Jasna Palić-Picukarić
- Saša Buneta
- Dora Lipovčan kao konobarica
- Mate Ergović kao seljak
- Ljubomir Kerekeš
- Milivoj Beader
- Ranko Tihomirović
- Lena Politeo
- Ines Bojanić
- Dimitrije Bitenc kao Standartenfuhrer
- Vinko Kraljević kao Erik
- Marinko Prga kao Štefan
- Edo Vujić
- Dražen Bratulić
- Enes Vejzović
- Dora Fišter
- Jelena Perčin
- Adam Končić
- Đuro Utješanović
- Krunoslav Belko
- Ljubo Zečević
- Kristijan Potočki
- Ivan Habazin Ivša
- Vid Balog
- Miro Šola
- Luka Dragić
- Dubravko Sever
- Nicolas Puncelle
- Mark Boldin
- Sven Copony
- Radovan Ruždjak
- Nina Erak - Svrtan
- Ivan Katić
- Branimir Vidić - Flika
- Goran Malus
- Žarko Savić
- Zvonimir Zoričić
- Semka Sokolović-Bertok
- Bojan Navojec
- Ivica Pucar
- Damir Orlić
- Željko Šestić
- Siniša Popović
- Sreten Mokrović
- Željko Mavrović
- Siniša Ružić
- Franjo Dijak
- Drago Utješanović
- Davor Svedružić
- Jadranka Matković
- Mario Rade
- Ana Alfirev
- Matej Bušić
- Janko Rakoš
- Dean Nikolić
- Dean Nikolić Ml.